# 森章 (沖電気)
森 章（もり あきら、1907年12月12日 - 1991年11月10日）は、日本の経営者。沖電気工業社長、会長を務めた。埼玉県出身。

## 経歴・人物
旧制熊谷中学を経て、1928年に東京高等工業学校電気科を卒業し、同年に沖電気工業に入社。1947年に取締役に就任し、1956年に常務、1963年に専務を経て、1966年11月に社長に就任。1972年11月に会長に就任し、1976年6月に相談役を経て、1979年6月から特別顧問を務めた。
1971年4月に藍綬褒章を受章し、1978年4月に勲二等瑞宝章を受章。
1991年11月10日肺炎のために死去。83歳没。